# John Billingsley
John Billingsley (Media, 20 maggio 1960) è un attore statunitense, principalmente noto per aver interpretato il medico di bordo Phlox nella serie televisiva Star Trek: Enterprise.

## Biografia
Nato a Media, in Pennsylvania, ancora piccolo si sposta con la famiglia prima in Alabama, poi in Louisiana e infine in Connecticut. Scopre la recitazione all'età di 9 anni, quando interpreta Ebeneezer Scrooge, durante una recita scolastica dell'adattamento teatrale A Christmas Carol dell'omonimo romanzo di Charles Dickens. Una volta laureatosi in teatro al College di Bennington, in Vermont, si trasferisce a Seattle, Washington, dove inizia la carriera teatrale. In questo periodo recita in produzioni come The Time of Your Life, The Nerd e Pinter’s The Birthday Party e fonda una propria compagnia teatrale, Book-It, e un proprio studio di recitazione, Freehold, entrambi tuttora attivi.
Trasferitosi a Los Angeles, in California, inizia recitando in serie diverse televisive. Nel 1988 compare nel film Seven Hours to Judgment. Da quel momento appare in ruoli minori in film e serie televisive. Nel 1999 appare in un episodio della serie televisiva X-Files, nel ruolo di un amico dei Pistoleri Solitari, che si rivelerà nel corso dell'episodio essere una spia del governo. Nel 2000 ottiene il ruolo principale del Professor Miles Ballard nella serie televisiva di breve durata The Others. Nello stesso anno inoltre recita nel film indipendente Breathing Hard accanto a John Rafter Lee e June Claman.
Nel 2001 entra a far parte del cast principale di Star Trek: Enterprise, quinta serie televisiva live-action del franchise di Star Trek, creato negli anni sessanta da Gene Roddenberry con la serie classica. John Billingsley vi interpreta l'eccentrico Dottor Phlox, medico di bordo denobulano dell'astronave Enterprise NX-01, capitanata da Jonathan Archer. Billingsley prende parte a 90 dei 98 episodi complessivi della serie, dal 2001 al 2005. Nel 2003 recita nel film Out of Time nel ruolo di Chae, medico legale amico di Denzel Washington.
Appare nelle seconda stagione della serie televisiva Cold Case - Delitti irrisolti, dove interpreta il ruolo del serial killer George Marks, che viene ucciso nell'ultimo episodio della stessa stagione. Un altro ruolo importante dell'attore è stato quello di Terrence Steadman, fratello del vicepresidente, nella prima stagione della serie televisiva Prison Break. Avrebbe dovuto interpretare questo ruolo anche nel corso della seconda stagione, ma fu chiamato per recitare nella serie televisiva The Nine e per questo motivo viene sostituito da Jeff Perry.
Tra il 2006 e il 2007 recita in The Nine nel ruolo principale di Egan Foote. Altre sue apparizioni sono quelle nelle serie televisive Journeyman, CSI - Scena del crimine, Grey's Anatomy, 24, Eli Stone, Senza traccia, Criminal Minds, Scrubs - Medici ai primi ferri e The Mentalist,  e nei film L'uomo che venne dalla Terra e 2012. Tra il 2008 e il 2012 è comparso nella serie televisiva della HBO True Blood nel ruolo ricorrente del medico legale Mike Spencer.

## Vita privata
Risiede a Los Angeles insieme a sua moglie, l'attrice Bonita Friedericy.

## Filmografia parziale

### Attore

#### Cinema
- Seven Hours to Judgment, regia di Beau Bridges (1988)
- Ti amerò... fino ad ammazzarti (I Love You to Death), regia di Lawrence Kasdan (1990)
- Shredder Orpheus, regia di Robert McGinley (1990)
- Una gorilla per amica (Born to Be Wild), regia di John Gray (1995)
- Eden, regia di Howard Goldberg (1996)
- Eat Your Heart Out, regia di Felix O. Adlon (1997)
- The Way to Santiago, regia di Jack Swanstrom - cortometraggio (1998)
- Kate's Addiction, regia di Eric DelaBarre (1999)
- Jimmy Zip, regia di Robert McGinley (1999)
- Blood on the Backlot, regia di Michelle Deal - cortometraggio (2000)
- Crocodile Dundee 3 (Crocodile Dundee in Los Angeles), regia di Simon Wincer (2001)
- Breathing Hard, regia di Eric Neal Young (2001)
- Prigione di vetro (The Glass House), regia di Daniel Sackheim (2001)
- High Crimes - Crimini di stato (High Crimes), regia di Carl Franklin (2002)
- White Oleander, regia di Peter Kosminsky (2002)
- Lesson for Assassins, regia di James Glenn Dudelson (2003)
- Out of Time, regia di Carl Franklin (2003)
- A Cinderella Story, regia di Mark Rosman (2004)
- I 12 cani di Natale (The 12 Dogs of Christmas), regia di Kieth Merrill - direct-to-video (2004)
- The Nickel Children, regia di Glenn Klinker (2005)
- Room 6, regia di Michael Hurst (2006)
- Revenge, regia di David Livingston  - direct-to-video (2006)
- L'uomo che venne dalla Terra (The Man from Earth), regia di Richard Schenkman (2007)
- Ripple Effect, regia di Philippe Caland (2007)
- The Last Word, regia di Geoffrey Haley (2008)
- AM1200, regia di David Prior - cortometraggio (2008)
- The Least of These, regia di Nathan Scoggins (2008)
- Finding Red Cloud, regia di Michael O'Connor (2008)
- 2012, regia di Roland Emmerich (2009)
- The Pool Boys, regia di J.B. Rogers (2009)
- Losing Control, regia di Valerie Weiss (2011)
- Sironia, regia di Brandon Dickerson (2011)
- The Silent Thief, regia di Jennifer Clary (2012)
- A Green Story, regia di Nika Agiashvili (2012)
- Trade of Innocents, regia di Christopher Bessette (2012)
- Red Line, regia di Kym Johnson (2013)
- The Firefly Catcher, regia di Stefanie Black - cortometraggio (2014)
- The Agitated, regia di Preston Maybank - cortometraggio (2015)
- Madtown, regia di Charles Moore (2016)
- L'osservatore (The Watcher), regia di Ryan Rothmaier (2016)
- Le donne della mia vita (20th Century Women), regia di Mike Mills (2016)
- Adorabile nemica (The Last Word), regia di Mark Pellington (2017)
- The Man from Earth: Holocene, regia di Richard Schenkman (2017)
- Scrap, regia di Leena Pendharkar - cortometraggio (2018)
- The Circuit, regia di Prince Bagdasarian, James Bird, Tim Gagliardo, Mike Phillips, Tim Russ e Manu Intiraymi (2018)
- Unbelievable!!!!!, regia di Steven L. Fawcette (2020)
- I crimini di Emily (Emily the Criminal), regia di John Patton Ford (2022)
- Boy Makes Girl, regia di Mark David, Mark Elias e Stoney Westmoreland (2023)
- The Shift, regia di Brock Heasley (2023)
- Skincare, regia di Austin Peters (2024)

#### Televisione
- Un medico fra gli orsi (Northern Exposure) - serie TV, episodio 3x21 (1992)
- Simon & Simon: In Trouble Again, regia di John McPherson - film TV (1995)
- Almost Live! - serie TV, episodio 12x11 (1996)
- Total Security - serie TV, episodio 1x09 (1997)
- New York Police Department (NYPD Blue) - serie TV, episodi 5x05-9x12-9x17 (1997-2002)
- Beyond Belief: Fact or Fiction - serie TV, episodio 2x03 (1998)
- The Practice - Professione avvocati (The Practice) - serie TV, episodio 2x19 (1998)
- Significant Others, regia di Michael Engler, Scott Winant, George Huang e Ken Topolsky - miniserie TV, puntata 3 (1998)
- Due poliziotti a Palm Beach (Silk Stalkings) - serie TV, episodio 8x06 (1998)
- L.A. Doctors - serie TV, episodio 1x02 (1998)
- Felicity - serie TV, episodio 1x04 (1998)
- Più forte ragazzi (Martial Law) - serie TV, episodio 1x08 (1998)
- Jarod il camaleonte (The Pretender) - serie TV, episodio 3x05 (1998)
- Profiler - intuizioni mortali (Profiler) - serie TV, episodio 3x07 (1998)
- Malcolm & Eddie - serie TV, episodio 3x17 (1999)
- X-Files – serie TV, episodio 6x20 (1999)
- 72 ore (The Sky's on Fire), regia di Dan Lerner - film TV (1999)
- Nash Bridges – serie TV, episodio 5x03 (1999)
- Cenerentola a New York (Time of Your Life) – serie TV, episodio 1x05 (1999)
- I martedì da Morrie (Tuesdays with Morrie), regia di Mick Jackson - film TV (1999)
- G vs E - serie TV, episodio 2x07 (2000)
- Un detective in corsia (Diagnosis Murder) - serie TV, episodio 7x24 (2000)
- Giudice Amy (Judging Amy) - serie TV, episodio 1x22 (2000)
- The Others - serie TV, 13 episodi (2000)
- In tribunale con Lynn (Family Law) - serie TV, episodio 2x02 (2000)
- Una mamma per amica (Gilmore Girls) - serie TV, episodio 1x02 (2000)
- Gideon's Crossing - serie TV, episodio 1x04 (2000)
- FreakyLinks - serie TV, episodio 1x05 (2000)
- Il tocco di un angelo (Touched by an Angel) - serie TV, episodio 7x08 (2000)
- Arli$$ - serie TV, episodi 5x05-6x10 (2000-2001)
- Jack & Jill - serie TV, episodio 2x05 (2001)
- West Wing - Tutti gli uomini del Presidente (The West Wing) - serie TV, episodio 2x16 (2001)
- The Lot - serie TV, episodio 2x08 (2001)
- The Huntress - serie TV, episodio 1x19 (2001)
- Six Feet Under - serie TV, episodio 1x10 (2001)
- Just Ask My Children, regia di Arvin Brown - film TV (2001)
- Roswell - serie TV, episodio 3x04 (2001)
- Star Trek: Enterprise – serie TV, 98 episodi (2001-2005) - Phlox
- Stargate SG-1 – serie TV, episodio 6x08 (2002)
- Angel – serie TV, episodio 5x03 (2003)
- Cold Case - Delitti irrisolti (Cold Case) – serie TV, episodio 2x09-2x23 (2004-2005)
- Nip/Tuck – serie TV, episodio 3x07 (2005)
- CSI: NY - serie TV, episodio 2x13 (2006)
- Prison Break – serie TV, episodi 1x16-1x19-1x22 (2006)
- The Closer - serie TV, episodio 2x04 (2006)
- Dead & Deader, regia di Patrick Dinhut – film TV (2006)
- The Nine – serie TV, 13 episodi (2006-2007)
- Ghost Whisperer - Presenze (Ghost Whisperer) - serie TV, episodio 2x18 (2007)
- NCIS - Unità anticrimine (NCIS) – serie TV, episodio 4x22 (2007)
- Atlanta, regia di Harold Ramis - film TV (2007)
- Standoff - serie TV, episodio 1x16 (2007)
- Journeyman - serie TV, episodio 1x03 (2007)
- CSI - Scena del crimine (CSI: Crime Scene Investigation) – serie TV, episodio 8x04 (2007)
- Grey's Anatomy – serie TV, episodi 4x09-4x10 (2007)
- The World According to Barnes, regia di Jason Ensler - film TV (2007)
- Suspect, regia di Guy Ritchie - film TV (2007)
- Me & Lee?, regia di Paul Dinello - film TV (2007)
- Eli Stone - serie TV, episodio 1x12 (2008)
- SIS - Sezione indagini speciali (SIS), regia di John Herzfeld - film TV (2008)
- Senza traccia (Without a Trace) - serie TV, episodio 7x07 (2008)
- True Blood – serie TV, 17 episodi (2008-2012)
- 24 – serie TV, episodi 7x01-7x02-7x07 (2009)
- Criminal Minds – serie TV, episodio 4x21 (2009)
- Scrubs - Medici ai primi ferri (Scrubs) - serie TV, episodi 9x01-9x02 (2009)
- Leverage - Consulenze illegali (Leverage) - serie TV, episodio 3x11 (2010)
- Outlaw - serie TV, episodio 1x03 (2010)
- The Mentalist – serie TV, episodio 3x09 (2010)
- Catalina Island (Twentysixmiles) – serie TV, 4 episodi (2010)
- 90210 – serie TV, episodi 3x21-3x22 (2011)
- Harry's Law – serie TV, episodio 2x08 (2011)
- Suits – serie TV, episodi 1x10-4x07 (2011-2014)
- Revenge – serie TV, episodio 1x20 (2012)
- Drop Dead Diva - serie TV, episodio 4x06 (2012)
- Southland – serie TV, episodio 5x04 (2013)
- Nikita – serie TV, episodi 3x10-3x16 (2013)
- Intelligence – serie TV, 13 episodi (2014)
- The Bridge - serie TV, episodi 2x01-2x04 (2014)
- NCIS: Los Angeles – serie TV, episodio 6x05 (2014)
- Bones – serie TV, episodio 10x05 (2014)
- Sock Monkey Therapy - serie TV, episodio 1x02 (2014)
- Hawaii Five-0 - serie TV, episodio 5x08 (2014)
- Masters of Sex – serie TV, 4 episodi (2014-2016)
- Extant - serie TV, episodio 2x02 (2015)
- Chasing Life - serie TV, episodio 2x04 (2015)
- The Whispers - serie TV, episodi 1x08-1x13 (2015)
- Paradise Pictures, regia di Rick Muirragui - film TV (2015)
- Turn: Washington's Spies (Turn) - serie TV, 6 episodi (2015-2016)
- The Good Wife - serie TV, episodio 7x13 (2016)
- Castle – serie TV, episodio 8x09 (2016)
- Rosewood – serie TV, episodio 1x22 (2016)
- Con Man - serie TV, episodio 2x02 (2016)
- Stitchers – serie TV, 5 episodi (2016-2017)
- Code Black - serie TV, episodio 2x14 (2017)
- Man Seeking Woman - serie TV, episodio 3x07 (2017)
- Twin Peaks – serie TV, episodio 1x10 (2017)
- Lucifer – serie TV, episodio 3x07 (2017)
- Uncharted Regions - serie TV, episodio 1x04 (2017)
- The 5th Quarter - serie TV, episodio 3x08 (2018)
- This Is Us - serie TV, episodio 3x03 (2018)
- The Conners - serie TV, episodio 1x03 (2018)
- The Orville – serie TV, episodio 2x03 (2019)
- The Rookie – serie TV, episodio 1x12 (2019)
- The Resident - serie TV, episodio 2x20 (2019)
- Unbelievable, regia di Lisa Cholodenko, Michael Dinner e Susannah Grant - miniserie TV, puntata 8 (2019)
- Shameless - serie TV, episodio 10x03 (2019)
- All Rise - serie TV, episodio 1x12 (2020)
- Homecoming - serie TV, episodio 2x01 (2020)
- Next - serie TV, episodio 1x01 (2020)
- Station 19 - serie TV, episodio 4x11 (2021)
- Pam & Tommy, regia di Craig Gillespie, Lake Bell, Gwyneth Horder-Payton e Hannah Fidell - miniserie TV, puntata 6 (2022)
- NCIS: Hawai'i – serie TV, episodio 2x01 (2022)
- The Good Doctor – serie TV, episodio 6x21 (2023)
- Manhunt, regia di Eva Sørhaug, John Dahl e Carl Franklin - miniserie TV, puntate 3-6-7 (2024)
- Grotesquerie – serie TV, episodi 1x07- 1x10 (2024)
- Matlock - serie TV, episodio 1x04 (2024)
- Based on a True Story - serie TV, episodio 2x04 (2024)

### Doppiatore

#### Televisione
- Duck Dodgers - serie animata, episodi 2x12-2x13 (2004)
- Scooby-Doo! Mystery Incorporated - serie animata, episodio 2x03 (2012)

#### Videogiochi
- Ultimate Spider-Man, regia di Chris Busse - videogioco (2005) - Bolivar Trask
- Superman Returns - videogioco (2006) - Metallo
- Ancient Space - videogioco (2014)

## Radio
- The Left Right Game - podcast, 6 episodi (2020)
- Mission Log: Gene-ology: A Roddenberry Podcast - podcast, 1 episodio (2024)

## Teatro (parziale)
- A Christmas Carol (1969)
- The Time of Your Life
- The Nerd
- Pinter’s The Birthday Party

## Riconoscimenti
- Clifton Film Celebration
  - 2019 - Candidatura al miglior cast per Scrap (condiviso con Vivian Kerr, Anthony Rapp, Elizabeth Ho, Stephanie Drake e Skylar Grace)

## Doppiatori italiani
Nelle versioni in italiano delle opere in cui ha recitato, John Billingsley è stato doppiato da:
- Mino Caprio in Out of Time (nelle proiezioni per i voli aerei internazionali),[2] West Wing - Tutti gli uomini del Presidente, Cold Case - Delitti irrisolti, The Nine, Catalina island, Revenge, The Orville
- Carlo Cosolo in The Closer, Intelligence, Suits (ep. 4x07), Castle
- Oliviero Dinelli in CSI:NY, 2012, Women's Murder Club, Twin Peaks
- Pasquale Anselmo in Out of Time,[2] NCIS: Hawaii, Pam & Tommy
- Vladimiro Conti in Angel, CSI - Scena del crimine, Adorabile nemica
- Ambrogio Colombo in Hawaii Five-0, Code Black, The Good Doctor
- Franco Mannella in Roswell, Star Trek: Enterprise
- Giuliano Santi in NCIS - Unità anticrimine, Bones
- Enzo Avolio in 24, The Good Wife
- Antonio Palumbo in Scrubs - Medici ai primi ferri, Lucifer
- Paolo Marchese in X-Files
- Piero Tiberi in The Others
- Romano Malaspina in Just Ask My Children
- Gabriele Martini in Ghost Whisperer - Presenze
- Mario Brusa in Nip/Tuck
- Pierluigi Astore in Prison Break
- Massimo Milazzo ne L'uomo che venne dalla Terra
- Giorgio Locuratolo in Fear Itself
- Alessandro Budroni in True Blood
- Davide Marzi in Criminal Minds
- Enrico Di Troia in NCIS: Los Angeles
- Luca Dal Fabbro in Suits (ep. 1x10)
- Vittorio Guerrieri in Shameless
- Stefano Oppedisano in Unbelievable
- Franco Zucca in All Rise
- Bruno Alessandro in Next
- Massimo De Ambrosis ne I crimini di Emily
- Stefano Billi in Station 19
- Gianni Giuliano in Grotesquerie

Da doppiatore è stato sostituito da:
- Gianni Gaude in Ultimate Spider-Man